# Joseph Marx
Joseph Marx (Graz, 11 de maig de 1882 - Graz, 3 de setembre de 1964) fou un compositor, pedagog i crític musical austríac. Va compondre sobretot cançons, obres simfòniques i música de cambra.
Professor a l'Acadèmia Musical de Viena l'any 1914; ensenyà composició fins al 1952. Va tenir entre altres alumnes molts alumnes a Fritz Spielmann, Joseph Beer, Ernst Ludwig Uray, Franz Mixa, Luigi Toffolo, Armin Kauffman, Alfred Uhl, Jovan Bandur i l turc Hasan Ferit Alnar, i després va ser nomenat director de la mateixa Acadèmia. Segurament per la coneixença amb Alnar el Govern turc va nomenar-lo superintendent musical a Ankara durant dos anys (1932-1933). Va escriure crítiques als diaris Neues Wiener Journal i Wiener Zeitung, amb un esperit més aviat conservador.

## Obres destacades
Composicions
- Simfonia de tardor (1920)
- Concert per a piano romàntic (1919-1920)

Escrits
- Betrachtungen eines romantischen Realisten (1947, Consideracions d'un realista romàntic), florilegi de crítiques
- Weltsprache Musik (1964, La música, llenguatge universal),